# アールパード

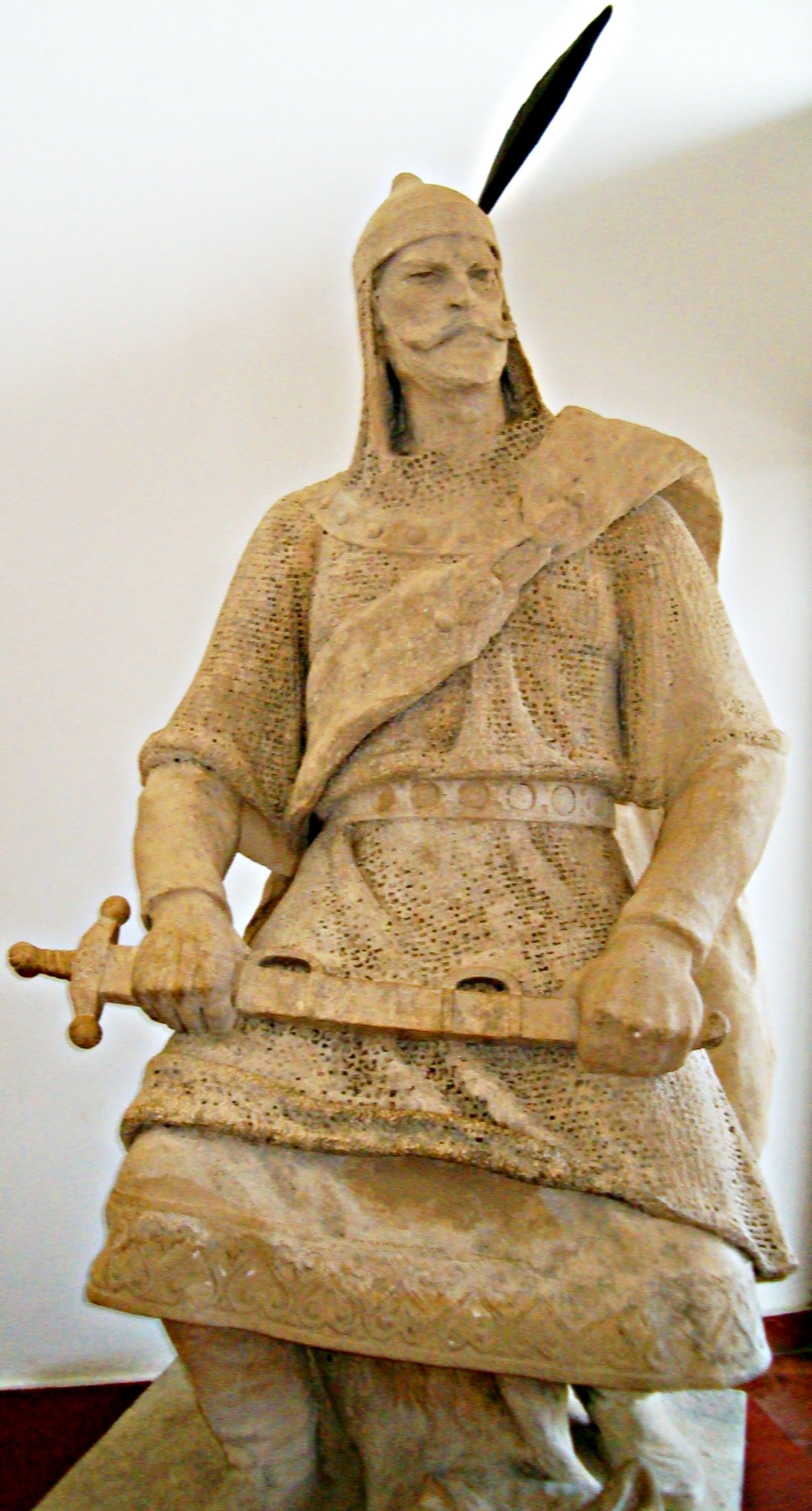
アールパード

アールパード（Árpád, 845年 - 907年）は、マジャル人の大首長（ジュラ）。ハンガリーのアールパード朝初代の君主でハンガリー大公（在位：896年 - 907年）。父はアールモシュ、子はレヴェンテ、タルホシュ、ユッレ（イェラフ）、ユタシュ、ジョルトら。

## 生涯
アールパードはロシア南部のヴォルガ川南岸付近にいたマジャル人の大首長で、主に軍事を掌握していたが、敵対するテュルク系のペチェネグ族などに攻撃され、共同統治者で宗教上の最高権威の名誉最高首長（ケンデ）クルサーン（Kurszán）とともにマジャル人を率いて西方のバルカン半島に進出した。東ローマ帝国と同盟を結び、第一次ブルガリア帝国を攻撃するが敗北し、ドナウ川の中流域、ハンガリー平原に移住する。ここを本拠地としてドイツ南東部のバイエルン・イタリアをはじめ各地に遠征した。
904年、クルサーンがバイエルンの貴族たちによって偽りの宴に招待され、従者とともに騙し討ちされ、非業の死を遂げると、アールパードが代わってマジャル人の最高首長と大首長を兼ね、単独統治者となった。
907年にオーストリアを支配するオストマルク東方辺境伯領に侵入して、これを撃破したが、スイスでフランス王国の軍勢に大敗して、撤退した。間もなく逝去した。
彼は今日までハンガリーの民族的英雄として愛され、古い年代記や多くの歌謡のテーマとなっている。ハンガリーの建国神話にはアールパード王が持つ杖の先端に光る鳥が止まり道を示したと言われ、日本神話の『金鵄』との関連としても注目される。